# Townshend Acts
De Townshend Acts waren een reeks Britse wetten (acts) die in 1767 en 1768 werden aangenomen na de herroeping van de Stamp Act in 1766. De wetten zijn vernoemd naar Charles Townshend, de kanselier die het programma heeft voorgesteld.
Met de Townshend Acts werd belasting geheven op glas, lood, verf, papier en thee die naar de koloniën werden geïmporteerd. 
Net zoals de Stamp Act in 1765, leidde de Townshend Acts ertoe dat veel kolonisten gingen samenwerken tegen wat zij als een ongrondwettelijke maatregel beschouwden, waardoor de tweede grote crisis in de Britse koloniën in Noord-Amerika ontstond.